# 정완화
정완화 1980년대 초 사망한 마지막 내시이다.

## 생애
생전 증언에 따르면 내시를 양성하던 사설 양성소도 따로 존재했다고 증언하기도 하였다.